# Hyacinthella leucophaea
Hyacinthella leucophaea là một loài thực vật có hoa trong họ Măng tây. Loài này được (K.Koch) Schur mô tả khoa học đầu tiên năm 1856.